# Staatkundig Gereformeerde Partij
De Staatkundig Gereformeerde Partij (afgekort: SGP) is een Nederlandse politieke partij van reformatorische signatuur.
De SGP is de oudste nog bestaande landelijke partij in Nederland. Het is de enige vooroorlogse partij die nu nog steeds bestaat zonder opgegaan te zijn in een andere partij. De partij is van bevindelijk-gereformeerde signatuur en staat in de protestants-politieke traditie.

## Geschiedenis

Logo van circa 1979–2000

Logo van 2000–2016

De SGP werd in 1918 opgericht uit onvrede over de toen bestaande protestants-christelijke partijen, te weten de ARP en de CHU. Het partijprogramma is gegrond op Bijbelse waarden en normen zoals die in de reformatorische belijdenisgeschriften tot uiting komen. Gerrit Hendrik Kersten, predikant van de Gereformeerde Gemeenten, was de drijvende kracht achter de oprichting van deze partij. De partij deed voor het eerst mee aan de Tweede Kamerverkiezingen van 1918, toen ze in vijf provincies stond ingeschreven en 5.180 stemmen kreeg (0,39% van de stemmen), onvoldoende voor een zetel. Bij de Tweede Kamerverkiezingen van 1922 haalde de SGP één zetel (van de, tot 1957, 100). Van 1922 tot heden is ze onafgebroken in de Tweede Kamer vertegenwoordigd geweest. Zij is daarmee de enige Nederlandse partij van vóór de Tweede Wereldoorlog; alle andere oudere partijen zijn sindsdien opgeheven dan wel samengegaan of onder een andere naam voortgezet.
De SGP heeft een stabiel zetelaantal in zowel de Eerste Kamer als de Tweede Kamer, met ongeveer twee procent van het Nederlandse electoraat. Dit heeft te maken met haar achterban die hoofdzakelijk uit de reformatorische gezindte afkomstig is. In de sociologische literatuur worden de SGP'ers meestal gerekend tot de bevindelijk gereformeerden.

## Organisatie

### Leden
Vanwege een beveiligingsprobleem met de MediaWiki Graph-software is het momenteel niet mogelijk deze grafiek weer te geven. Zodra de software is bijgewerkt zal de grafiek vanzelf weer zichtbaar worden.
| Jaar | Aantal leden | Jaar | Aantal leden | Jaar | Aantal leden |
| ---- | ------------ | ---- | ------------ | ---- | ------------ |
| 1945 | 10.000       | 2000 | 25.481       | 2021 | 29.345       |
| 1950 | 10.500       | 2005 | 25.900       | 2022 | 29.878       |
| 1955 | 10.850       | 2010 | 27.195       | 2023 | 29.877       |
| 1960 | 12.300       | 2011 | 27.678       | 2024 | 30.306       |
| 1965 | 14.000       | 2012 | 28.048       | 2025 | 30.573       |
| 1970 | 15.400       | 2013 | 29.648       |      |              |
| 1975 | 17.500       | 2015 | 29.964       |      |              |
| 1980 | 20.300       | 2017 | 30.122       |      |              |
| 1985 | 22.467       | 2018 | 30.325       |      |              |
| 1990 | 23.062       | 2019 | 30.081       |      |              |
| 1995 | 23.600       | 2020 | 29.655       |      |              |

### Partijvoorzitter
Partijvoorzitter sinds 16 januari 2021 is Dick van Meeuwen.

### Politiek leider

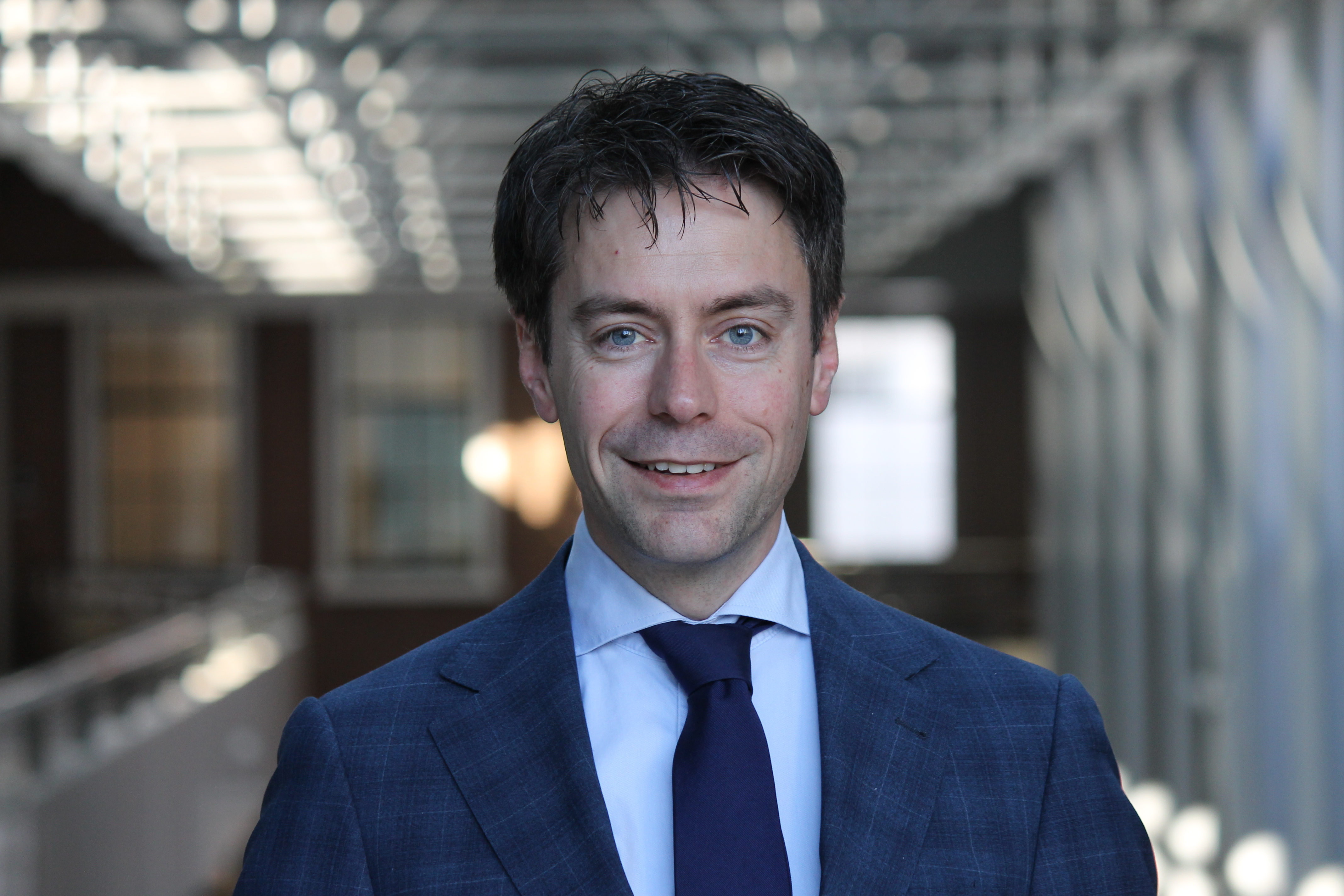
Chris Stoffer, politiek leider van de SGP, in 2018

De SGP heeft sinds de oprichting acht politiek leiders gehad. Sinds 25 augustus 2023 is dat Tweede Kamerlid Chris Stoffer.

### Electoraat

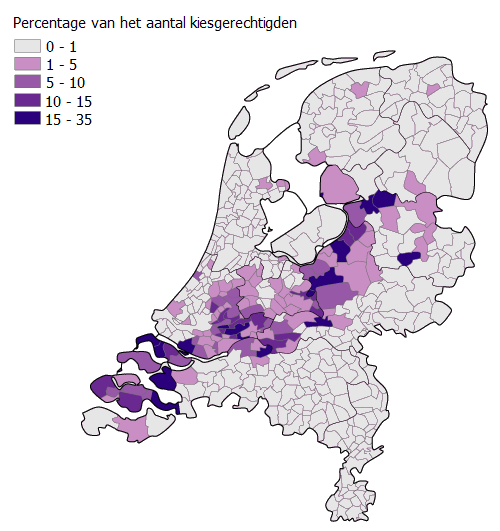
Overzicht van SGP-stemmers per gemeente bij de Tweede Kamerverkiezingen van 2010.

Hoewel de aanhang van politieke partijen niet meer vaststaat en verkiezingsuitslagen behoorlijk kunnen schommelen, kent de SGP een relatief zekere aanhang: de partij behaalt altijd veel stemmen binnen de bevindelijk gereformeerde bevolkingsgroep. Hierdoor scoort de partij goed in gebieden waar veel bevindelijk gereformeerden wonen. Deze gebieden vormen samen een langgerekte strook die van Walcheren tot Staphorst dwars door Nederland loopt en in algemene literatuur ook wel de Bijbelgordel genoemd wordt. Buiten de Bijbelgordel krijgt de SGP nauwelijks stemmen (< 1%), met uitzondering van een beperkt aantal bevindelijk-gereformeerde enclaves waar de SGP traditioneel ook veel stemmen haalt, zoals Urk, Rijssen, Opperdoes en Katwijk. Daarnaast wint de partij stemmen onder een kleine maar langzaam groeiende groep van orthodox-gereformeerden, orthodox-katholieken en behoudende evangelicalen en protestanten. De  aanhang van de SGP staat bekend om zijn trouwe stemgedrag, waardoor het zeteltal van de SGP in de Tweede Kamer door de jaren heen weinig fluctueert, maar gestaag groeit. In 2023 werd de SGP onder leiding van Stoffer in stemmenaantal voor het eerst groter dan de ChristenUnie; 217.000 om 212.000 stemmen.
De SGP is een echte plattelandspartij, die vooral veel stemmen krijgt in de kleinere plaatsen binnen de Bijbelgordel. Enkele grotere plaatsen met een aanzienlijk aandeel SGP-stemmers zijn Kampen, Ede, Veenendaal en Katwijk.

### Verwante organisaties
De Guido de Brès-Stichting is het wetenschappelijk instituut voor de SGP. Het houdt zich bezig met de ontwikkeling van de politieke ideologie van de partij.
Gelieerd aan de partij zijn de SGP-jongeren, de grootste politieke jongerenorganisatie van Nederland met ongeveer 12.000 leden (inclusief niet betalende leden van onder de 15 jaar). Het aantal betalende leden lag in 2015 op 9000 leden. Op diverse gebieden werkt zij samen met haar ideologische (gematigde) geestverwant, de jongerenorganisatie PerspectieF van de ChristenUnie.
De Stichting Vormingsactiviteiten Oost-Europa (VOE) houdt zich binnen de SGP bezig met het organiseren van politieke bewustwordingsactiviteiten in Oost-Europa, het Midden-Oosten en Noord-Afrika.
De SGP is medeoprichter van het Nederlands Instituut voor Meerpartijendemocratie, een organisatie van zeven Nederlandse politieke partijen die democratiseringswerk steunt in 17 landen.

## Standpunten

### Beginselen
In haar statuten heeft de SGP haar grondslag als volgt geformuleerd:

De partij stelt zich op de grondslag van Gods Woord, zoals daarvan belijdenis gedaan wordt in de
artikelen 2 tot en met 7 van de Nederlandse Geloofsbelijdenis. Zij onderschrijft geheel en
onvoorwaardelijk de Drie Formulieren van Enigheid, zoals deze zijn vastgesteld in de Nationale
Synode, gehouden te Dordrecht in de jaren zestienhonderd achttien en zestienhonderd negentien.

Zij belijdt mitsdien het absoluut gezag van Gods Woord (naar de zuivere Statenvertaling) over
alle terreinen van het leven en derhalve mede over het terrein van het staatkundige en
maatschappelijke leven zoals nader uitgewerkt in het Program van Beginselen.

Opmerkelijk is dat de partij volgens diezelfde statuten niet in de eerste plaats naar een meerderheid van de kiezers streeft, maar vooral naar de handhaving en doorwerking van de beginselen die ze belijdt. Daarom wordt de SGP ook wel een getuigenispartij genoemd.

### Theocratie
Volgens het beginselprogramma streeft de SGP naar een regering die ingericht is naar het voorbeeld uit de Bijbel.
De SGP wijst publieke uitingen van niet-christelijke godsdiensten af, maar stelt voor gewetensvrijheid te zijn. Volgens voormalig SGP-leider Van der Vlies heeft de overheid in het privédomein, mits daar geen excessen voorkomen, geen taak.
De SGP houdt vast aan de oude tekst van artikel 36 van de Nederlandse geloofsbelijdenis. Daarin wordt het streven genoemd:

En hun [van de overheid] ambt is, niet alleen acht te nemen en te waken over de politie, maar ook de hand te houden aan den heiligen kerkendienst; om te weren en uit te roeien alle afgoderij en valsen godsdienst, om het rijk van den antichrist te gronde te werpen, en het Koninkrijk van Jezus Christus te doen vorderen, het woord des Evangelies overal te doen prediken.

De "21 woorden" (het was dit aantal in een versie van de tekst met "des antichrists": "om te weren en uit te roeien alle afgoderĳ, en valse godsdienst, om het rĳk des antichrists te gronde te werpen") waren met name tegen de rooms-katholieken gericht. De synode van de Gereformeerde Kerk heeft ze in 1905 geschrapt. Ze werden toen ook niet meer gehanteerd door de gereformeerde Anti-Revolutionaire Partij (ARP). De SGP wilde ze echter handhaven en vond daarin de reden voor haar bestaan.
Dit artikel van de Nederlandse geloofsbelijdenis is als volgt terug te vinden in artikel 4 van het Program van beginselen van de SGP:

Wetgeving en bestuur mogen de prediking van het Evangelie niet hinderen, maar moeten deze bevorderen. De Kerk van Christus dient wel onderscheiden te worden van elke vereniging en moet naar eigen rechten beschermd worden. Dientengevolge behoren ongeloofspropaganda, valse religies en anti-christelijke ideologieën door de overheid uit het openbare leven te worden geweerd.

Toen Van der Vlies in een interview hiernaar gevraagd werd, gaf hij de volgende reactie:

„In de protestantse traditie zijn geen atheïsten of mensen met een afwijkende mening ter dood gebracht. Dat is ook nooit de bedoeling geweest van de opsteller van de Nederlandse Geloofsbelijdenis, Guido de Brès. In de Bijbel staat dat het niet door kracht of door geweld, maar door Gods Geest zal geschieden.”
Tijdens een jubileumbijeenkomst in oktober 2008 van de 90-jarige SGP bracht het partijkader de gedragslijn naar buiten dat partijprominenten niet langer zullen zeggen dat ze een theocratie voorstaan. Liever wordt er gesproken over het nastreven van Bijbels genormeerde politiek, of woorden van gelijke strekking. Reden was dat het begrip theocratie naar de mening van de SGP gauw misverstanden oproept. Van der Vlies voegde aan de bekendmaking wel toe dat de afspraak niet op een ideologische koerswijziging duidde, maar op het opnieuw verwoorden van hetzelfde gedachtegoed.

### Standpunten
In algemene zin zei partijleider Van der Staaij in 2010 over de verhouding tussen Bijbelse principes en alledaagse politiek: “de Bijbelse beginselen die onder onze partij liggen, zijn hard, maar over de precieze vertaling daarvan kan binnen de partij worden gediscussieerd”.
Partijleider Van der Staaij onderschrijft namens de SGP de Nashvilleverklaring. De SGP vindt dat homoseksueel gedrag niet geoorloofd is en daarom dat personen van hetzelfde geslacht niet met elkaar mogen trouwen of samen kinderen adopteren. Eveneens is de partij tegen de legalisering van abortus, euthanasie, prostitutie en drugs, voor strikte handhaving van de zondagsrust en is (mede) op initiatief van de SGP in een aantal gemeenten een vloekverbod van kracht.

### Man-vrouw-standpunt
De SGP ziet de verhouding tussen man en vrouw als onderdeel van een onveranderlijke scheppingsorde. De SGP leidt uit Bijbelteksten af dat mannen en vrouwen door God een eigen “roeping en plaats” gegeven is, dat daarbij “de man het hoofd van de vrouw” is, en dat zitting nemen van de vrouw in politieke organen “strijdt met de roeping van de vrouw”. Het regeerambt is voorbehouden aan de man. Desalniettemin erkende de SGP Beatrix, de koningin van Nederland van 1980 tot 2013, “als regerend bij de gratie Gods”.
In haar eerste partijprogramma uit 1918 wees de SGP het vrouwenkiesrecht af. Toen in 1922 het actief vrouwenkiesrecht werd ingevoerd riep zij vrouwen op om – ondanks de opkomstplicht – niet te gaan stemmen. Pas in 1989 werd, onder invloed van de maatschappelijke ontwikkelingen,
in het beginselprogramma opgenomen dat de vrouw zelf moet bepalen of zij meent wel of niet te moeten gaan stemmen.
Door een maas in de statuten konden in 1984 enkele vrouwen lid worden van de partij. In 1991 wees het SGP-bestuur het verzoek van de Haagse Riet Grabijn-van Putten af om een partijdag te bezoeken. Na dreiging van een kort geding zwichtte het partijbestuur. Op 25 september 1993 legde de SGP na een vergadering in Putten expliciet vast dat vrouwen geen lid konden worden. Dit leverde veel kritiek op. Partijvoorzitter Hovius en secretaris Boender legden hun taak neer en toen de partij in 1994 haar derde Tweede Kamerzetel verloor, schreef zij dit verlies onder andere toe aan haar vrouwenstandpunt. Bovendien schreef Van der Vlies dat het voor kiezers aanleiding vormde als signaal op de RPF te stemmen. In 1996 werd bepaald dat vrouwen buitengewoon lid konden worden. Onder druk van een bij de rechter afgedwongen subsidiestop en van de eigen linkervleugel werd in 2006 het lidmaatschap opengesteld voor vrouwen, met als redenering: wie lid is van een politieke partij regeert nog niet. 
De Stichting Proefprocessenfonds Clara Wichmann, de stichting Humanistisch Overleg Mensenrechten te Utrecht en nog drie verenigingen hebben tegen de Staat een proces gevoerd betreffende de Wet subsidiëring politieke partijen: ze vonden dat de SGP vanwege de discriminatie van vrouwen binnen de partij subsidiëring en zendtijd ontzegd kon worden en dat de Staat in strijd handelde met de artikelen 1 en 4 van de Grondwet (punt 1.7 en 1.8 van de noot hierna). De uitspraak van het gerechtshof te 's-Gravenhage is op 20 december 2007 gedaan.
Op 9 april 2010 droeg de Hoge Raad de Staat der Nederlanden op, maatregelen te nemen zodat de SGP 'het passief kiesrecht aan vrouwen toekent'. Op een partijbijeenkomst op 16 maart 2013 besloot de partij om de formele belemmeringen in deze weg te nemen. Hierdoor werd het formeel mogelijk dat vrouwen op kieslijsten van de SGP komen. Het artikel in het beginselprogramma over het niet toekomen van het regeerambt aan vrouwen bleef wel overeind.
Lilian Janse-van der Weele uit Vlissingen werd in augustus 2013 de eerste vrouw binnen de SGP die gebruik maakte van haar passief kiesrecht, door zich kandidaat te stellen voor een gemeenteraadszetel. Nadat bleek dat geen van de benaderde mannen beschikbaar was om lijsttrekker te worden, kandideerde Janse zich en werd ze door de leden van haar afdeling gekozen als lijstaanvoerder. Het landelijke partijbestuur van de SGP stond niet achter dit besluit, maar erkende de keuze van de afdeling. Bij de gemeenteraadsverkiezingen van maart 2014 haalde de SGP een zetel in Vlissingen, die werd ingenomen door Janse. Zij was daarmee de eerste gekozen vrouwelijke volksvertegenwoordiger voor deze partij.

## Volksvertegenwoordiging

### Tweede Kamer
| Verkiezingsjaar | Lijsttrekker           | Kandidatenlijst | Aantal stemmen | % van de stemmers | Aantal behaalde zetels |
| --------------- | ---------------------- | --------------- | -------------- | ----------------- | ---------------------- |
| 1918            | Barend Lemans          | Kandidatenlijst | 5.179          | 0,39%             | 0 / 100                |
| 1922            | Gerrit Hendrik Kersten | Kandidatenlijst | 26.744         | 0,91%             | 1 / 100                |
| 1925            | Gerrit Hendrik Kersten | Kandidatenlijst | 62.513         | 2,03%             | 2 / 100                |
| 1929            | Gerrit Hendrik Kersten | Kandidatenlijst | 76.709         | 2,27%             | 3 / 100                |
| 1933            | Gerrit Hendrik Kersten | Kandidatenlijst | 93.273         | 2,51%             | 3 / 100                |
| 1937            | Gerrit Hendrik Kersten | Kandidatenlijst | 78.619         | 1,94%             | 2 / 100                |
| 1946            | Pieter Zandt           | Kandidatenlijst | 101.759        | 2,14%             | 2 / 100                |
| 1948            | Pieter Zandt           | Kandidatenlijst | 116.934        | 2,37%             | 2 / 100                |
| 1952            | Pieter Zandt           | Kandidatenlijst | 129.057        | 2,42%             | 2 / 100                |
| 1956            | Pieter Zandt           | Kandidatenlijst | 129.517        | 2,26%             | 2 / 100 - 3 / 150      |
| 1959            | Pieter Zandt           | Kandidatenlijst | 129.678        | 2,16%             | 3 / 150                |
| 1963            | Cor van Dis sr.        | Kandidatenlijst | 143.818        | 2,30%             | 3 / 150                |
| 1967            | Cor van Dis sr.        | Kandidatenlijst | 138.069        | 2,01%             | 3 / 150                |
| 1971            | Hette Abma             | Kandidatenlijst | 148.129        | 2,34%             | 3 / 150                |
| 1972            | Hette Abma             | Kandidatenlijst | 163.114        | 2,21%             | 3 / 150                |
| 1977            | Hette Abma             | Kandidatenlijst | 177.010        | 2,13%             | 3 / 150                |
| 1981            | Henk van Rossum        | Kandidatenlijst | 171.324        | 1,97%             | 3 / 150                |
| 1982            | Henk van Rossum        | Kandidatenlijst | 156.633        | 1,90%             | 3 / 150                |
| 1986            | Bas van der Vlies      | Kandidatenlijst | 159.740        | 1,74%             | 3 / 150                |
| 1989            | Bas van der Vlies      | Kandidatenlijst | 166.082        | 1,87%             | 3 / 150                |
| 1994            | Bas van der Vlies      | Kandidatenlijst | 155.251        | 1,73%             | 2 / 150                |
| 1998            | Bas van der Vlies      | Kandidatenlijst | 153.583        | 1,78%             | 3 / 150                |
| 2002            | Bas van der Vlies      | Kandidatenlijst | 163.562        | 1,72%             | 2 / 150                |
| 2003            | Bas van der Vlies      | Kandidatenlijst | 150.305        | 1,56%             | 2 / 150                |
| 2006            | Bas van der Vlies      | Kandidatenlijst | 153.266        | 1,56%             | 2 / 150                |
| 2010            | Kees van der Staaij    | Kandidatenlijst | 163.581        | 1,74%             | 2 / 150                |
| 2012            | Kees van der Staaij    | Kandidatenlijst | 196.780        | 2,09%             | 3 / 150                |
| 2017            | Kees van der Staaij    | Kandidatenlijst | 218.950        | 2,08%             | 3 / 150                |
| 2021            | Kees van der Staaij    | Kandidatenlijst | 215.249        | 2,07%             | 3 / 150                |
| 2023            | Chris Stoffer          | Kandidatenlijst | 217.270        | 2,08%             | 3 / 150                |

De SGP heeft tot op heden geen deel uitgemaakt van enig kabinet.

### Eerste Kamer
| Verkiezingsjaar | Aantal stemmen | % van de stemmen | Aantal behaalde zetels |
| --------------- | -------------- | ---------------- | ---------------------- |
| 1956            | -              | -                | 1 / 75                 |
| 1960            | -              | -                | -                      |
| 1963            | -              | -                | -                      |
| 1966            | -              | -                | -                      |
| 1969            | -              | -                | -                      |
| 1971            | -              | -                | 1 / 75                 |
| 1974            | -              | -                | 1 / 75                 |
| 1977            | -              | -                | 1 / 75                 |
| 1980            | -              | -                | 1 / 75                 |
| 1981            | -              | -                | 1 / 75                 |
| 1983            | -              | -                | 2 / 75                 |
| 1986            | -              | -                | 2 / 75                 |
| 1987            | -              | -                | 1 / 75                 |
| 1991            | -              | -                | 2 / 75                 |
| 1995            | -              | -                | 2 / 75                 |
| 1999            | 4.281          | 2,72%            | 2 / 75                 |
| 2003            | 4.695          | 2,90%            | 2 / 75                 |
| 2007            | 3.690          | 2,26%            | 2 / 75                 |
| 2011            | 2.607          | 1,57%            | 1 / 75                 |
| 2015            | 4.597          | 2,72%            | 2 / 75                 |
| 2019            | 4.493          | 2,60%            | 2 / 75                 |
| 2023            | 4.436          | 2,48%            | 2 / 75                 |

### Europees Parlement
| Verkiezingsjaar | Lijsttrekker           | Kandidatenlijst | Aantal stemmen | % van de stemmers | Aantal behaalde zetels | Opmerking                        |
| --------------- | ---------------------- | --------------- | -------------- | ----------------- | ---------------------- | -------------------------------- |
| 1979            | Henk van Rossum        | Kandidatenlijst | 126.412        | 2,23%             | 0 / 25                 | Zelfstandige lijst               |
| 1984            | Leen van der Waal      | Kandidatenlijst | 275.786        | 5,21%             | 1 / 25                 | Combinatielijst met RPF en GPV   |
| 1989            | Leen van der Waal      | Kandidatenlijst | 309.060        | 5,90%             | 1 / 25                 | Combinatielijst met RPF en GPV   |
| 1994            | Leen van der Waal      | Kandidatenlijst | 322.793        | 7,81%             | 2 / 31                 | Combinatielijst met RPF en GPV   |
| 1999            | Hans Blokland (GPV/CU) | Kandidatenlijst | 309.612        | 8,74%             | 3 / 31                 | Combinatielijst met RPF en GPV   |
| 2004            | Hans Blokland (GPV/CU) | Kandidatenlijst | 279.880        | 5,87%             | 2 / 27                 | Combinatielijst met ChristenUnie |
| 2009            | Peter van Dalen (CU)   | Kandidatenlijst | 310.540        | 6,82%             | 2 / 25 - 2 / 26        | Combinatielijst met ChristenUnie |
| 2014            | Peter van Dalen (CU)   | Kandidatenlijst | 364.843        | 7,67%             | 2 / 26                 | Combinatielijst met ChristenUnie |
| 2019            | Peter van Dalen (CU)   | Kandidatenlijst | 375.660        | 6,83%             | 2 / 26 - 2 / 29        | Combinatielijst met ChristenUnie |
| 2024            | Bert-Jan Ruissen       | Kandidatenlijst | 228.036        | 3,66%             | 1 / 31                 | Zelfstandige lijst               |

De SGP had sinds 1984 een samenwerkingsverband met de ChristenUnie en haar voorgangers, de RPF en het GPV. Deel hiervan was meedoen aan de verkiezingen met één gezamenlijke lijst. De verschillen in stemgedrag van beide partijen namen echter toe, waardoor de ChristenUnie in 2022 besloot om de gezamenlijke lijst met de SGP te stoppen. De partijen zaten op dat moment al in verschillende fracties in het Europees Parlement: de ChristenUnie bij de EVP-fractie, de SGP bij de fractie van de Europese Conservatieven en Hervormers. Bij de verkiezingen van 2024 haalde de CU geen zetel, de SGP echter wel.

### Provincies
Gedeputeerde Staten, gedeputeerden:
- Zeeland – Harry van der Maas
- Overijssel – Gert Harm ten Bolscher
- Gelderland – Klaas Ruitenberg
- Flevoland – Sjaak Simonse

Provinciale Staten:
| Provincie    | 2003     | 2007     | +/- | 2011     | +/- | 2015     | +/- | 2019     | +/- | 2023     | +/- |
| ------------ | -------- | -------- | --- | -------- | --- | -------- | --- | -------- | --- | -------- | --- |
| Overijssel   | 2 van 63 | 2 van 47 |     | 2 van 47 |     | 2 van 47 |     | 2 van 47 |     | 2 van 47 |     |
| Flevoland    | 1 van 47 | 1 van 39 |     | 1 van 39 |     | 2 van 41 | +1  | 1 van 41 | -1  | 2 van 41 | +1  |
| Gelderland   | 4 van 75 | 3 van 53 | -1  | 2 van 55 | -1  | 3 van 55 | +1  | 3 van 55 |     | 3 van 55 |     |
| Utrecht      | 2 van 63 | 1 van 47 | -1  | 1 van 47 |     | 2 van 49 | +1  | 1 van 49 | -1  | 2 van 49 | +1  |
| Zuid-Holland | 4 van 83 | 2 van 55 | -2  | 2 van 55 |     | 3 van 55 | +1  | 2 van 55 | -1  | 2 van 55 |     |
| Zeeland      | 6 van 47 | 5 van 39 | -1  | 4 van 39 | -1  | 6 van 39 | +2  | 5 van 39 | -1  | 5 van 39 |     |
| Totaal       | 19       | 14       | -5  | 12       | -2  | 18       | +6  | 14       | -4  | 16       | +2  |

In Noord-Brabant had de SGP in 2023 een gezamenlijke lijst met de ChristenUnie, deze haalde één zetel, die wordt ingenomen door een lid van de ChristenUnie.

### Gemeenten
Burgemeesters:
- Elburg – Jan Nathan Rozendaal
- Gouda – Pieter Verhoeve
- Krimpen aan den IJssel – Jan Luteijn (waarnemend)
- Putten – Henk Lambooij
- Ridderkerk - Marco Oosterwijk
- Goes – Cees van den Bos
- Waddinxveen – Evert Jan Nieuwenhuis
- West Betuwe – Servaas Stoop

Anno 2022 heeft de SGP 51 wethouders en 277 gemeenteraadsleden in 86 gemeenten. De meeste zetels heeft de SGP-fractie in de gemeente Barneveld (10 zetels) en Neder-Betuwe (9 zetels). De SGP levert in Barneveld, Molenlanden, Neder-Betuwe, Reimerswaal en Scherpenzeel twee wethouders. De gemeenteraden van Reimerswaal en Rijssen-Holten hebben elk een SGP-fractie van acht zetels. De gemeenten Ede, Goeree-Overflakkee, Nunspeet en Tholen hebben elk een SGP-fractie van zeven zetels.

### Waterschappen
In november 2008 vonden de waterschapsverkiezingen voor het eerst plaats met behulp van een lijstenstelsel in plaats van het personenstelsel. In de volgende waterschappen heeft de SGP na de verkiezingen in 2023 een vertegenwoordiging: Drents Overijsselse Delta 1, Zuiderzeeland 1, Vallei en Veluwe 3, Schieland en de Krimpenerwaard 1, Rivierenland 2, Hollandse Delta 2, Scheldestromen 4, De Stichtse Rijnlanden 1. Totaal 15.